# Mbandaka
Mbandaka (abans coneguda com a Coquilhatville o Coquilhatstad) és una ciutat a la vora del riu Congo a la República Democràtica del Congo, situada prop de la confluència dels rius Congo i Ruki. És la capital de la província d'Equador.

## Geografia
Està situada a la riba est del riu Congo, sota la desembocadura del riu Tshuapa, un afluent del Congo. Està al sud de la reserva Ngiri, a la riba oposada del Congo, una gran àrea de bosc pantanós i està situada al centre de la zona humida Tumba-Ngiri-Maindombe Ramsar.
Mbandaka és la capital de la província d'Equador, i es troba a pocs quilòmetres de l'equador. A la ciutat es troba l'aeroport de Mbandaa i està connectat per un vaixell a Kinshasa i Boende. La població de la ciutat és de 729,257 habitants (2004).